# Чемпионат России по лёгкой атлетике в помещении 2003
Чемпионат России по лёгкой атлетике в помещении 2003 года прошёл 25—27 февраля в Москве в манеже ЛФК «ЦСКА». Соревнования являлись отборочными в сборную России на чемпионат мира в помещении, прошедший 14—16 марта в британском Бирмингеме. Параллельно также разыгрывалось Первенство России среди молодёжи — спортсменов 1981—83 г.р. На протяжении 3 дней определились сильнейшие в 28 видах программы.
Зимой 2003 года также были проведены чемпионаты России в отдельных дисциплинах лёгкой атлетики:
- 7—8 февраля — чемпионат России по 6-часовому бегу в помещении (Москва)
- 7—8 февраля — чемпионат России по многоборьям в помещении (Москва)

## Соревнования
Несколько рекордов было побито в ходе чемпионата. На редко проводимой в помещении дистанции 3000 метров с препятствиями новое высшее мировое достижение установила Гульнара Самитова, показавшая на финише время 9.29,54. В этом же виде у мужчин Роман Усов установил личный рекорд (8.22,29), ставший третьим результатом в истории России.
Новый рекорд России и третий результат в мировой истории записала на свой счёт чемпионка России в беге на 1500 метров Наталья Горелова — 4.00,72. После финиша новоиспечённая рекордсменка призналась, что в первую очередь думала о победе, поскольку в данной дисциплине у женщин традиционно высокая конкуренция внутри страны за право отобраться на крупные международные старты.
Лучшие результаты в мире установили в своих видах бегунья на 400 метров Наталья Назарова — личный рекорд 50,57, и толкательницы ядра Светлана Кривелёва и Ирина Коржаненко, показавшие одинаковый результат 19,94 м (по второй лучшей попытке чемпионкой стала Кривелёва).
Двойной триумф на чемпионате праздновал бегун на средние дистанции Андрей Задорожный, ставший лучшим на 1500 и 3000 метров.
Победу в финале женского бега на 60 метров одержала Мария Боликова, а показанное ею время (7,11) стало четвёртым в мировом сезоне. В другой спринтерской дисциплине у женщин, 200-метровке, в отсутствие серьёзной конкуренции с личным рекордом чемпионский титул завоевала Анастасия Капачинская — 22,59.
Высочайший уровень был продемонстрирован в женском прыжке в высоту. Сразу 4 спортсменки в этом секторе взяли планку на отметке 2 метра и выполняли попытки на 2,02 м. Эту высоту взяли 2 участницы, Олимпийская чемпионка 2000 года Елена Елесина и рекордсменка России Анна Чичерова, которые попытались улучшить всероссийское достижение на следующем рубеже, 2,06 м. Этого им сделать не удалось, а чемпионкой по попыткам стала Елесина.
Попытку побить мировой рекорд Светланы Феофановой в женском прыжке с шестом в ранге чемпионки страны предприняла 20-летняя Елена Исинбаева. Однако планка на высоте 4,78 м в трёх попытках ей не покорилась.
У женщин в тройном прыжке в сектор вышла Татьяна Лебедева, совсем недавно вернувшаяся к соревнованиям после декретного отпуска. Прыжка на 14,60 м оказалось ей достаточно для безоговорочной победы над соперницами.

## Медалисты

### Мужчины
| Дисциплина             | Золото                                                                           | Золото  | Серебро                                                                                    | Серебро | Бронза                                                                                 | Бронза  |
| ---------------------- | -------------------------------------------------------------------------------- | ------- | ------------------------------------------------------------------------------------------ | ------- | -------------------------------------------------------------------------------------- | ------- |
| 60 м                   | Андрей Епишин Московская область Москва                                          | 6,67    | Александр Смирнов Карелия                                                                  | 6,71    | Александр Рябов Самарская область Москва                                               | 6,73    |
| 200 м                  | Дмитрий Форшев Свердловская область                                              | 21,33   | Валерий Кирдяшёв Волгоградская область                                                     | 21,43   | Александр Макуха Томская область                                                       | 21,60   |
| 400 м                  | Александр Усов Липецкая область Свердловская область                             | 46,35   | Олег Мишуков Нижегородская область Москва                                                  | 46,94   | Андрей Рудницкий Тюменская область ХМАО                                                | 47,21   |
| 800 м                  | Сергей Кожевников Москва Рязанская область                                       | 1.48,07 | Александр Кривчонков Москва Брянская область                                               | 1.49,18 | Юрий Колдин Москва Рязанская область                                                   | 1.49,23 |
| 1500 м                 | Андрей Задорожный Москва Ярославская область                                     | 3.44,31 | Дмитрий Онуфриенко Нижегородская область                                                   | 3.45,22 | Константин Семилетов Челябинская область                                               | 3.46,95 |
| 3000 м                 | Андрей Задорожный Москва Ярославская область                                     | 7.56,14 | Александр Васильев Чувашия                                                                 | 7.57,47 | Роман Усов Курская область Челябинская область                                         | 8.00,94 |
| 3000 м с препятствиями | Роман Усов Курская область Челябинская область                                   | 8.22,29 | Павел Потапович Курская область                                                            | 8.23,12 | Алексей Веселов Санкт-Петербург                                                        | 8.28,03 |
| 60 м с барьерами       | Андрей Кислых Кемеровская область                                                | 7,72    | Евгений Борисов Московская область                                                         | 7,81    | Игорь Перемота Челябинская область                                                     | 7,87    |
| Прыжок в высоту        | Михаил Цветков Москва Рязанская область                                          | 2,28 м  | Павел Фоменко Москва Брянская область                                                      | 2,28 м  | Пётр Брайко Санкт-Петербург                                                            | 2,25 м  |
| Прыжок с шестом        | Василий Горшков Москва                                                           | 5,70 м  | Дмитрий Купцов Москва Челябинская область                                                  | 5,70 м  | Вадим Строгалёв Москва                                                                 | 5,60 м  |
| Прыжок в длину         | Руслан Гатауллин Санкт-Петербург                                                 | 8,07 м  | Виталий Шкурлатов Волгоградская область Рязанская область                                  | 8,00 м  | Владимир Малявин Москва                                                                | 7,96 м  |
| Тройной прыжок         | Виталий Москаленко Московская область Москва                                     | 16,94 м | Виктор Гущинский Москва Красноярский край                                                  | 16,91 м | Игорь Спасовходский Москва                                                             | 16,88 м |
| Толкание ядра          | Павел Чумаченко Иркутская область                                                | 19,71 м | Иван Юшков Иркутская область Новосибирская область                                         | 19,62 м | Александр Сальников Татарстан                                                          | 19,05 м |
| Эстафета 4×200 м       | Москва · Дмитрий Головастов · Сергей Блинов · Александр Борщенко · Роман Матвеев | 1.25,75 | Челябинская область · Андрей Полукеев · Андрей Прохоров · Дмитрий Петров · Денис Бусовиков | 1.26,45 | Свердловская область Дмитрий Форшев Александр Ладейщиков Владимир Ерыкалов Денис Сивов | 1.27,14 |

### Женщины
| Дисциплина             | Золото                                                                    | Золото  | Серебро                                                                                   | Серебро | Бронза                                                                       | Бронза  |
| ---------------------- | ------------------------------------------------------------------------- | ------- | ----------------------------------------------------------------------------------------- | ------- | ---------------------------------------------------------------------------- | ------- |
| 60 м                   | Мария Боликова Калмыкия Волгоградская область                             | 7,11    | Марина Кислова Москва Санкт-Петербург                                                     | 7,20    | Наталья Игнатова Москва Брянская область                                     | 7,23    |
| 200 м                  | Анастасия Капачинская Москва                                              | 22,59   | Юлия Табакова Тульская область Калужская область                                          | 23,09   | Светлана Гончаренко Ростовская область Ставропольский край                   | 23,54   |
| 400 м                  | Наталья Назарова Москва                                                   | 50,57   | Юлия Печёнкина Московская область Красноярский край                                       | 51,00   | Олеся Зыкина Тульская область Калужская область                              | 51,23   |
| 800 м                  | Екатерина Пузанова Московская область Нижегородская область               | 1.59,91 | Екатерина Розенберг Москва Орловская область                                              | 2.00,08 | Надежда Воробьёва Москва Челябинская область                                 | 2.00,59 |
| 1500 м                 | Наталья Горелова Москва                                                   | 4.00,72 | Екатерина Розенберг Москва Орловская область                                              | 4.02,58 | Екатерина Пузанова Московская область Нижегородская область                  | 4.04,77 |
| 3000 м                 | Алла Жиляева Курская область Орловская область                            | 8.54,00 | Елена Сидорченкова Московская область                                                     | 8.56,15 | Оксана Белякова Москва                                                       | 8.57,89 |
| 3000 м с препятствиями | Гульнара Самитова Татарстан                                               | 9.29,54 | Екатерина Волкова Курская область Татарстан                                               | 9.37,23 | Юлия Винокурова Пензенская область                                           | 9.44,41 |
| 60 м с барьерами       | Светлана Лаухова Санкт-Петербург                                          | 8,12    | Юлия Шабанова Санкт-Петербург                                                             | 8,16    | Полина Денисова Санкт-Петербург                                              | 8,21    |
| Прыжок в высоту        | Елена Елесина Московская область                                          | 2,02 м  | Анна Чичерова Москва Ростовская область                                                   | 2,02 м  | Марина Купцова Москва                                                        | 2,00 м  |
| Прыжок в высоту        | Елена Елесина Московская область                                          | 2,02 м  | Анна Чичерова Москва Ростовская область                                                   | 2,02 м  | Светлана Лапина Московская область Дагестан                                  | 2,00 м  |
| Прыжок с шестом        | Елена Исинбаева Волгоградская область                                     | 4,60 м  | Татьяна Полнова Краснодарский край                                                        | 4,50 м  | Анастасия Иванова Санкт-Петербург                                            | 4,30 м  |
| Прыжок в длину         | Ольга Рублёва Волгоградская область                                       | 6,75 м  | Людмила Галкина Саратовская область                                                       | 6,57 м  | Ирина Симагина Москва Рязанская область                                      | 6,57 м  |
| Тройной прыжок         | Татьяна Лебедева Волгоградская область                                    | 14,60 м | Елена Лебеденко Москва                                                                    | 14,16 м | Анна Пятых Москва                                                            | 14,10 м |
| Толкание ядра          | Светлана Кривелёва Московская область                                     | 19,94 м | Ирина Коржаненко Ростовская область                                                       | 19,94 м | Ольга Рябинкина Санкт-Петербург Брянская область                             | 18,89 м |
| Эстафета 4×200 м       | Тульская область Олеся Зыкина Юлия Табакова Ольга Халандырёва Анна Белова | 1.34,03 | Свердловская область Ирина Хабарова Ольга Голендухина Наталья Хрущелёва Елена Колесникова | 1.34,57 | Москва · Елена Семёнова · Мария Лисниченко · Ирина Анашкина · Татьяна Левина | 1.34,79 |

## Чемпионат России по 6-часовому бегу
Чемпионат России по 6-часовому бегу в помещении прошёл 7—8 февраля в Москве в легкоатлетическом манеже спорткомплекса «Крылатское». Соревнования прошли в рамках III сверхмарафона «Ночь Москвы». На старт вышли 53 легкоатлета (43 мужчины и 10 женщин) из 21 региона страны. Главным итогом чемпионата стали два высших мировых достижения, установленных в мужском и женском забегах. 22-летний Денис Жалыбин показал лучший результат в истории, преодолев 93 247 м. Марина Бычкова стала первой женщиной в мире, пробежавшей за 6 часов в помещении более 80 км — 80 600 м. Помимо достижений в абсолютной возрастной категории, участники пробега установили шесть рекордов России в различных ветеранских группах.

### Мужчины
| Дисциплина    | Золото                        | Золото   | Серебро                             | Серебро  | Бронза                                | Бронза   |
| ------------- | ----------------------------- | -------- | ----------------------------------- | -------- | ------------------------------------- | -------- |
| 6-часовой бег | Денис Жалыбин Курская область | 93 247 м | Владимир Нетреба Пензенская область | 90 473 м | Дмитрий Радюченко Саратовская область | 88 649 м |

### Женщины
| Дисциплина    | Золото                              | Золото   | Серебро                              | Серебро  | Бронза                                 | Бронза   |
| ------------- | ----------------------------------- | -------- | ------------------------------------ | -------- | -------------------------------------- | -------- |
| 6-часовой бег | Марина Бычкова Владимирская область | 80 600 м | Марина Мышлянова Челябинская область | 79 296 м | Ирина Реутович Калининградская область | 70 575 м |

## Чемпионат России по многоборьям
Чемпионы страны в мужском семиборье и женском пятиборье определились 7—8 февраля 2003 года в Москве в манеже имени братьев Знаменских. Новый рекорд России в семиборье установил Лев Лободин, набравший 6412 очков (60 м — 6,88, прыжок в длину — 7,45 м, толкание ядра — 16,67 м, прыжок в высоту — 2,07 м, 60 м с барьерами — 7,82, прыжок с шестом — 5,20 м, 1000 м — 2.46,35). Данная сумма стала шестой в истории мужского многоборья в помещении.

### Мужчины
| Дисциплина | Золото             | Золото     | Серебро                                     | Серебро    | Бронза                                    | Бронза    |
| ---------- | ------------------ | ---------- | ------------------------------------------- | ---------- | ----------------------------------------- | --------- |
| Семиборье  | Лев Лободин Москва | 6412 очков | Александр Погорелов Москва Брянская область | 6028 очков | Николай Тищенко Москва Краснодарский край | 5831 очко |

### Женщины
| Дисциплина | Золото                               | Золото    | Серебро                         | Серебро    | Бронза                                       | Бронза     |
| ---------- | ------------------------------------ | --------- | ------------------------------- | ---------- | -------------------------------------------- | ---------- |
| Пятиборье  | Юлия Игнаткина Нижегородская область | 4352 очка | Анна Снеткова Иркутская область | 4328 очков | Светлана Парфёнова Адыгея Ростовская область | 4235 очков |

## Состав сборной России для участия в чемпионате мира
По итогам чемпионата и с учётом выполнения необходимых нормативов, в состав сборной для участия в чемпионате мира в помещении в британском Бирмингеме вошли:
Мужчины
60 м: Андрей Епишин, Александр Смирнов.

Эстафета 4х400 м: Александр Усов, Олег Мишуков, Андрей Рудницкий, Дмитрий Богданов, Андрей Семёнов, Дмитрий Головастов.

800 м: Сергей Кожевников.

1500 м: Андрей Задорожный.

60 м с барьерами: Андрей Кислых, Евгений Борисов — позднее снялся с соревнований.

Прыжок в высоту: Ярослав Рыбаков — имел освобождение от отбора, Михаил Цветков.

Прыжок с шестом: Василий Горшков, Дмитрий Купцов.

Прыжок в длину: Руслан Гатауллин — позднее снялся с соревнований.

Тройной прыжок: Виталий Москаленко, Виктор Гущинский — позднее оба снялись с соревнований.

Толкание ядра: Павел Чумаченко.

Семиборье: Лев Лободин, Александр Погорелов.
Женщины
60 м: Мария Боликова, Марина Кислова.

200 м: Анастасия Капачинская, Юлия Табакова.

400 м: Наталья Назарова, Юлия Печёнкина.

Эстафета 4х400 м: Наталья Назарова, Юлия Печёнкина, Олеся Зыкина, Наталья Антюх, Анна Ткач, Ольга Голендухина.

800 м: Екатерина Пузанова, Надежда Воробьёва.

1500 м: Наталья Горелова, Екатерина Розенберг.

3000 м: Галина Богомолова — имела освобождение от отбора, Елена Сидорченкова.

60 м с барьерами: Светлана Лаухова — позднее снялась с соревнований, Юлия Шабанова.

Прыжок в высоту: Елена Елесина, Анна Чичерова.

Прыжок с шестом: Светлана Феофанова — имела освобождение от отбора, Елена Исинбаева.

Прыжок в длину: Татьяна Котова — имела освобождение от отбора, Ольга Рублёва.

Тройной прыжок: Татьяна Лебедева, Анна Пятых.

Толкание ядра: Светлана Кривелёва, Ирина Коржаненко.